# Lista de condes e duques de Valois

Brasão de Armas dos Condes e Duques de Valois

Coroa Francesa

O Valois, era originalmente, uma região no vale do rio Oise na Picardia. Era um feudo na Frância oriental e, que mais tarde seria o Reino da França na sucessão dos condes e a linhagem dos reis da Casa de Valois que mais tarde substituiria a Dinastia Capetiana em 1328. Foi, juntamente com os condados de Beauvais, a Vexin, Vermandois, e Laon, parte de Oise que o poder foi exercido por um único conde ou por um representante da família para assegurar as defesas dos ataques dos viquingues contra Paris.
O condado medieval e o ducado de Valois localizava-se ao norte - nordeste da França e sua capital era Crépy-in-Valois.

## Lista dos condes de Valois
- Pepino I conde de Vermandois e Valois (ca. 886-892), filho de Bernardo, Rei da Itália.
- Pepino II filho do anterior, conde de Vermandois e Valois.
- Pepino III filho do anterior, conde de Valois.
- Adélia filha do anterior, condessa de Valois, esposa de Valério II (ou Gauthier II), conde de Vexin e Amiens.

Valério II de  Vexin, morreu em 956, tornou-se conde de Amiens por haver-se casado em 923, com Adélia.
- 956-987 Valter I, também conde de Vexin e de Amiens
- 987-1027 Valter II, o Branco, também conde de Vexin e de Amiens
- 1027-1035 Drogo, também conde de Vexin e de Amiens
- 1035-1063 Valter III, também conde de Vexin, conde de Maine e de Amiens
- 1063-1074 Ralf, também conde de Vexin e de Amiens, cuja terceira esposa foi Ana de Quieve, rainha viúva da França (que não teve filhos no casamento)
- 1074-1077 Simão, também conde de Vexin e de Amiens

Sob o domínio da Coroa Francesa em 1076 ou 1077.
- Herberto IV (–1080), conde de Vermandois e também conde de Valois pelo casamento com Adélia ou Alice, filha de Raul II conde de Vexin e Valois.
- Eudes I, o Insano (1080–1085), conde de Vermandois e de Valois, filho do anterior, foi destronado pelo Concílio dos Barões da França e em seguida tornou-se senhor de Saint-Simon pelo casamento.
- Adelaide irmã do anterior, condessa de Vermandois e Valois, esposa de Hugo I, o Grande.

- Hugo I, o Grande (1085–1101), conde de Vermandois e de Valois, filho de Henry I e Ana de Quieve.
- Raul I, o Valente (1102–1152), também conhecido como o Zarolho, conde de Vermandois e de Valois, filho do anterior.
- Hugo II (1152–1160), conde de Vermandois e de Valois, filho de Raul I e Leonor de Blois.
- Raul II (1160–1167), conde de Vermandois e de Valois, filho de Raul I e de Petronilha de Aquitânia.
- Filipe da Alsácia (1167–1185), conde de Flandres (1168-1191), conde de Vermandois e de Valois pelo casamento

Sob o domínio da Coroa Francesa pelo Rei Filipe II
- João-Tristão (1269–1270)
- sob o domínio da Coroa Francesa
- Carlos I (1284–1325)
- Filipe I (1325–1328)
- sob o domínio da Coroa Francesa
- Filipe II (1344–1375)
- sob o domínio da Coroa Francesa
- Luís I (1386?–1406)

## Lista dos duques de Valois
- Carlos de Orléans (1406–1465)
- Luís (1465–1498)

sob o domínio da Coroa Francesa
- Francisco I

sob o domínio da Coroa Francesa
- Margarida de Valois

sob o domínio da Coroa Francesa
- Gastão (1626–1660)

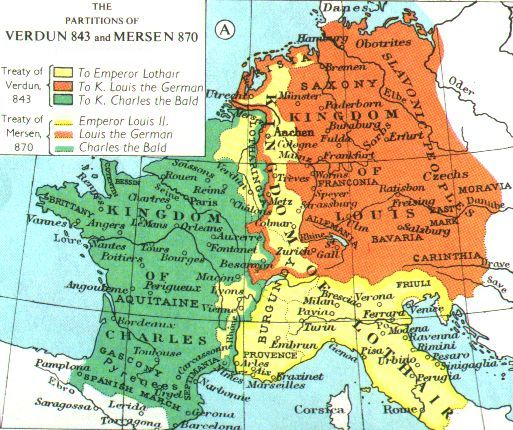
Frância Oriental - (843-911)

  - João Gastão de Orléans (1650–1652)
- Filipe de França (1660–1701)
  - Filipe Carlos de Orléans (1664–1666)
  - Alexandre Luís de Orléans (1673–1676)
- Filipe de Orléans (1701–1723)
- Luís de Orléans (1723–1752)
- Luís Filipe de Orléans (1752–1785 )
- Filipe de Orléans (1785–1793)
- Luís Filipe de Orléans (1773–1850)

## 
- Este artigo foi inicialmente traduzido, total ou parcialmente, do artigo da Wikipédia em francês cujo título é «Liste des comtes et ducs de Valois».